# Castanha do Pará (quadrinhos)
Castanha do Pará é um romance gráfico de Gidalti Jr. lançado em 2016. O livro, que é a obra de estreia do autor, conta a história de um jovem da periferia de Belém chamado Castanha, que tem corpo de gente e rosto de urubu e vive entre as barracas do Mercado Ver-o-Peso. O álbum foi produzido durante três anos e lançado de forma independente, com sua produção tendo sido viabilizada pelo site de financiamento coletivo Catarse. A história do livro foi inspirada no conto Adolescendo Solar, de Luizan Pinheiro. Em 2017, Castanha do Pará ganhou o primeiro lugar na categoria "Histórias de Quadrinhos" do 59.º Prêmio Jabuti.